# Unité urbaine de Besançon
L'unité urbaine de Besançon est une unité urbaine française centrée sur la ville de Besançon, préfecture et principale ville du département du Doubs, en région Bourgogne-Franche-Comté.
Elle fait partie de la catégorie des grandes agglomérations urbaines de la France, c'est-à-dire ayant plus de 100 000 habitants.

## Données générales
Dans le zonage réalisé par l'Insee en 1999, l'unité urbaine était composée de onze communes, toutes situées dans le département du Doubs, plus précisément dans l'arrondissement de Besançon.
Dans le zonage réalisé en 2010, l'unité urbaine était composée des onze mêmes communes.
Dans le nouveau zonage réalisé en 2020, l'unité urbaine est composée de treize communes, celles de Montfaucon et Morre ayant été ajoutées au périmètre.
En 2022, avec 142 054 habitants, elle constitue l'unité urbaine la plus peuplée du département du Doubs, devançant celle de Montbéliard qui occupe le second rang départemental.
En Bourgogne-Franche-Comté, elle occupe le deuxième rang régional, se situant derrière l'unité urbaine de Dijon et devant l'unité urbaine de Montbéliard, formant toutes trois les seules agglomérations de la région à rassembler plus de 100 000 habitants.
Sa densité de population, qui s'élève à 1 052 hab/km2, en fait une unité urbaine densément peuplée aussi bien dans le département du Doubs que dans la région Bourgogne-Franche-Comté.
Par sa superficie, elle ne représente que 2,58 % du territoire départemental, mais elle regroupe 25,89 % (un quart) de la population du département du Doubs en 2022.

Agglomérations de plus de 100000 habitants en France en 2022.

## Composition 2020 de l'unité urbaine
En 2020, l'Insee a procédé à une révision des délimitations des unités urbaines de la France ; celle de Besançon est composée des 13 communes suivantes :
| Nom                     | Code Insee | Département | Statut       | Superficie (km2) | Population (dernière pop. légale) | Densité (hab./km2) | Modifier                                    |
| ----------------------- | ---------- | ----------- | ------------ | ---------------- | --------------------------------- | ------------------ | ------------------------------------------- |
| Besançon (ville-centre) | 25056      | Doubs       | ville-centre | 65,05            | 120 057 (2022)                    | 1 846              | modifier les données · modifier les données |
| Avanne-Aveney           | 25036      | Doubs       | banlieue     | 8,62             | 2 237 (2022)                      | 260                | modifier les données · modifier les données |
| Beure                   | 25058      | Doubs       | banlieue     | 3,99             | 1 342 (2022)                      | 336                | modifier les données · modifier les données |
| Chalèze                 | 25111      | Doubs       | banlieue     | 5,68             | 375 (2022)                        | 66                 | modifier les données · modifier les données |
| Chalezeule              | 25112      | Doubs       | banlieue     | 3,94             | 1 326 (2022)                      | 337                | modifier les données · modifier les données |
| Châtillon-le-Duc        | 25133      | Doubs       | banlieue     | 6,26             | 2 025 (2022)                      | 323                | modifier les données · modifier les données |
| Devecey                 | 25200      | Doubs       | banlieue     | 3,78             | 1 314 (2022)                      | 348                | modifier les données · modifier les données |
| École-Valentin          | 25212      | Doubs       | banlieue     | 3,22             | 2 620 (2022)                      | 814                | modifier les données · modifier les données |
| Miserey-Salines         | 25381      | Doubs       | banlieue     | 6,22             | 2 660 (2022)                      | 428                | modifier les données · modifier les données |
| Montfaucon              | 25395      | Doubs       | banlieue     | 7,25             | 1 608 (2022)                      | 222                | modifier les données · modifier les données |
| Morre                   | 25410      | Doubs       | banlieue     | 5,27             | 1 321 (2022)                      | 251                | modifier les données · modifier les données |
| Pirey                   | 25454      | Doubs       | banlieue     | 6,67             | 2 179 (2022)                      | 327                | modifier les données · modifier les données |
| Thise                   | 25560      | Doubs       | banlieue     | 8,93             | 2 990 (2022)                      | 335                | modifier les données · modifier les données |

## Évolution démographique
| 1968    | 1975    | 1982    | 1990    | 1999    | 2006    | 2011    | 2016    | 2022    |
| ------- | ------- | ------- | ------- | ------- | ------- | ------- | ------- | ------- |
| 121 047 | 132 322 | 127 998 | 131 484 | 136 902 | 137 626 | 136 943 | 138 230 | 142 054 |

Dans le tableau suivant, seuls les chiffres de population de 2022 correspondent au zonage de 2020 (13 communes), les chiffres précédents correspondant aux zonage précédents.
|    | Commune          | Population (2022) | Variation annuelle 2020-2022 | Population (2020) | Variation annuelle 2010-2020 | Population (2010) | Variation annuelle 1999-2010 | Population (1999) | Variation annuelle 1990-1999 | Population (1990) |
| -- | ---------------- | ----------------- | ---------------------------- | ----------------- | ---------------------------- | ----------------- | ---------------------------- | ----------------- | ---------------------------- | ----------------- |
| 1  | Besançon         | 120 057           | 0,76 %                       | 118 258           | 0,11 %                       | 116 914           | - 0,06 %                     | 117 733           | 0,38 %                       | 113 828           |
| 2  | Thise            | 2 990             | - 0,33 %                     | 3 010             | - 0,57 %                     | 3 191             | 0,46 %                       | 3 036             | 0,70 %                       | 2 856             |
| 3  | Miserey-Salines  | 2 660             | 0,04 %                       | 2 658             | 2,44 %                       | 2 137             | - 0,08 %                     | 2 157             | 0,32 %                       | 2 096             |
| 4  | École-Valentin   | 2 620             | - 1,54 %                     | 2 703             | 1,71 %                       | 2 309             | 0,66 %                       | 2 153             | 1,75 %                       | 1 860             |
| 5  | Avanne-Aveney    | 2 237             | 0,11 %                       | 2 232             | - 0,46 %                     | 2 340             | 2,09 %                       | 1 903             | 0,20 %                       | 1 870             |
| 6  | Pirey            | 2 179             | 1,20 %                       | 2 128             | 0,87 %                       | 1 958             | 3,26 %                       | 1 441             | 1,96 %                       | 1 234             |
| 7  | Châtillon-le-Duc | 2 025             | 0,45 %                       | 2 007             | 0,54 %                       | 1 905             | 0,35 %                       | 1 834             | 1,88 %                       | 1 568             |
| 8  | Montfaucon       | 1 608             | 1,02 %                       | 1 576             | 0,37 %                       | 1 520             | 0,98 %                       | 1 372             | 1,00 %                       | 1 262             |
| 9  | Beure            | 1 342             | - 0,70 %                     | 1 361             | 0,04 %                       | 1 356             | - 0,14 %                     | 1 377             | 1,77 %                       | 1 188             |
| 10 | Chalezeule       | 1 326             | 0,11 %                       | 1 323             | 0,72 %                       | 1 234             | 2,69 %                       | 952               | 0,09 %                       | 944               |
| 11 | Morre            | 1 321             | - 0,23 %                     | 1 327             | 0,01 %                       | 1 326             | 1,35 %                       | 1 154             | 1,73 %                       | 998               |
| 12 | Devecey          | 1 314             | - 1,08 %                     | 1 343             | - 0,05 %                     | 1 350             | - 0,47 %                     | 1 423             | 0,17 %                       | 1 401             |
| 13 | Chalèze          | 375               | 1,51 %                       | 364               | 0,22 %                       | 356               | - 0,27 %                     | 367               | - 0,35 %                     | 379               |